# Râul Șibot, Cugir
Râul Șibot este unul din cele două brațe prin care râul Cugir se varsă în râul Mureș